# Межсоюзнические конференции Второй мировой войны
Межсоюзнические конференции Второй мировой войны — встречи представителей стран антигитлеровской коалиции во время Второй мировой войны для обсуждения широкого круга вопросов совместных действий против общего врага и обустройства послевоенного мира:
| Название (Кодовое название)                 | Место         | Время                            | Участники                          | Основные результаты                                                           |
| ------------------------------------------- | ------------- | -------------------------------- | ---------------------------------- | ----------------------------------------------------------------------------- |
| Атлантическая конференция (RIVIERA)         | Ньюфаундленд  | 9—12 августа 1941                | Рузвельт, Черчилль                 | Атлантическая хартия                                                          |
| Первая Московская конференция               | Москва        | 29 сентября — 1 октября 1941     | Сталин, Гарриман, Бивербрук        |                                                                               |
| Первая Вашингтонская конференция (ARCADIA)  | Вашингтон     | 22 декабря 1941 — 14 января 1942 | Рузвельт, Черчилль                 | Принцип «сначала Европа». Декларация Объединённых Наций                       |
| Вторая Вашингтонская конференция (АРГОНАВТ) | Вашингтон     | 20—25 июня 1942                  | Рузвельт, Черчилль                 | Решение о Североафриканской кампании                                          |
| Вторая Московская конференция               | Москва        | 12—17 августа 1942               | Сталин, Черчилль, Гарриман         |                                                                               |
| Конференция в Шаршале                       | Шаршал        | 21—22 октября 1942               | Кларк, французские офицеры         | Тайная конференция перед операцией «Факел»                                    |
| Касабланкская конференция (SYMBOL)          | Касабланка    | 14—24 января 1943                | Рузвельт, Черчилль, де Голль, Жиро | Решение о высадке в Италии. Требование безоговорочной капитуляции держав Оси. |
| Третья Вашингтонская конференция (TRIDENT)  | Вашингтон     | 12—27 мая 1943                   | Рузвельт, Черчилль                 |                                                                               |
| Первая Квебекская конференция (QUADRANT)    | Квебек        | 17—24 августа 1943               | Рузвельт, Черчилль, Кинг           | Решение о высадке во Франции на 1944. Соглашение о ядерной программе          |
| Третья Московская конференция               | Москва        | 18 октября — 1 ноября 1943       | Халл, Иден, Молотов                | Московская декларация                                                         |
| Каирская конференция (SEXTANT)              | Каир          | 23—26 ноября 1943                | Рузвельт, Черчилль, Чан Кайши      | Каирская декларация о послевоенной Азии                                       |
| Тегеранская конференция (EUREKA)            | Тегеран       | 28 ноября — 1 декабря 1943       | Рузвельт, Черчилль, Сталин         |                                                                               |
| Вторая Каирская конференция (SEXTANT)       | Каир          | 4—6 декабря 1943                 | Рузвельт, Черчилль, Инёню          | Каирская декларация о послевоенной Азии                                       |
| Бреттон-Вудская конференция                 | Бреттон-Вудс  | 1—15 июля 1944                   | Представители 44 стран             | Создание МВФ и МБРР                                                           |
| Конференция в Думбартон-Окс                 | Думбартон-Окс | 21—29 августа 1944               | Представители 39 стран             | Решение о создании ООН                                                        |
| Вторая Квебекская конференция (OCTAGON)     | Квебек        | 12—16 сентября 1944              | Рузвельт, Черчилль                 | План Моргентау                                                                |
| Четвёртая Московская конференция (TOLSTOY)  | Москва        | 9 октября 1944                   | Черчилль, Сталин, Молотов, Иден    | Соглашение о процентах                                                        |
| Мальтийская конференция (CRICKET)           | Мальта        | 30 января — 2 февраля 1945       | Рузвельт, Черчилль                 |                                                                               |
| Ялтинская конференция (АРГОНАВТ)            | Ялта          | 4—11 февраля 1945                | Рузвельт, Черчилль, Сталин         | Декларация об Освобождённой Европе                                            |
| Сан-Францисская конференция                 | Сан-Франциско | 25 апреля — 26 июня 1945         | Представители 50 стран             | Создание ООН                                                                  |
| Потсдамская конференция (ТЕРМИНАЛ)          | Потсдам       | 17 июля — 2 августа 1945         | Черчилль/Эттли, Сталин, Трумэн     | Потсдамская декларация. Потсдамское соглашение                                |